# Luca Protopopescu

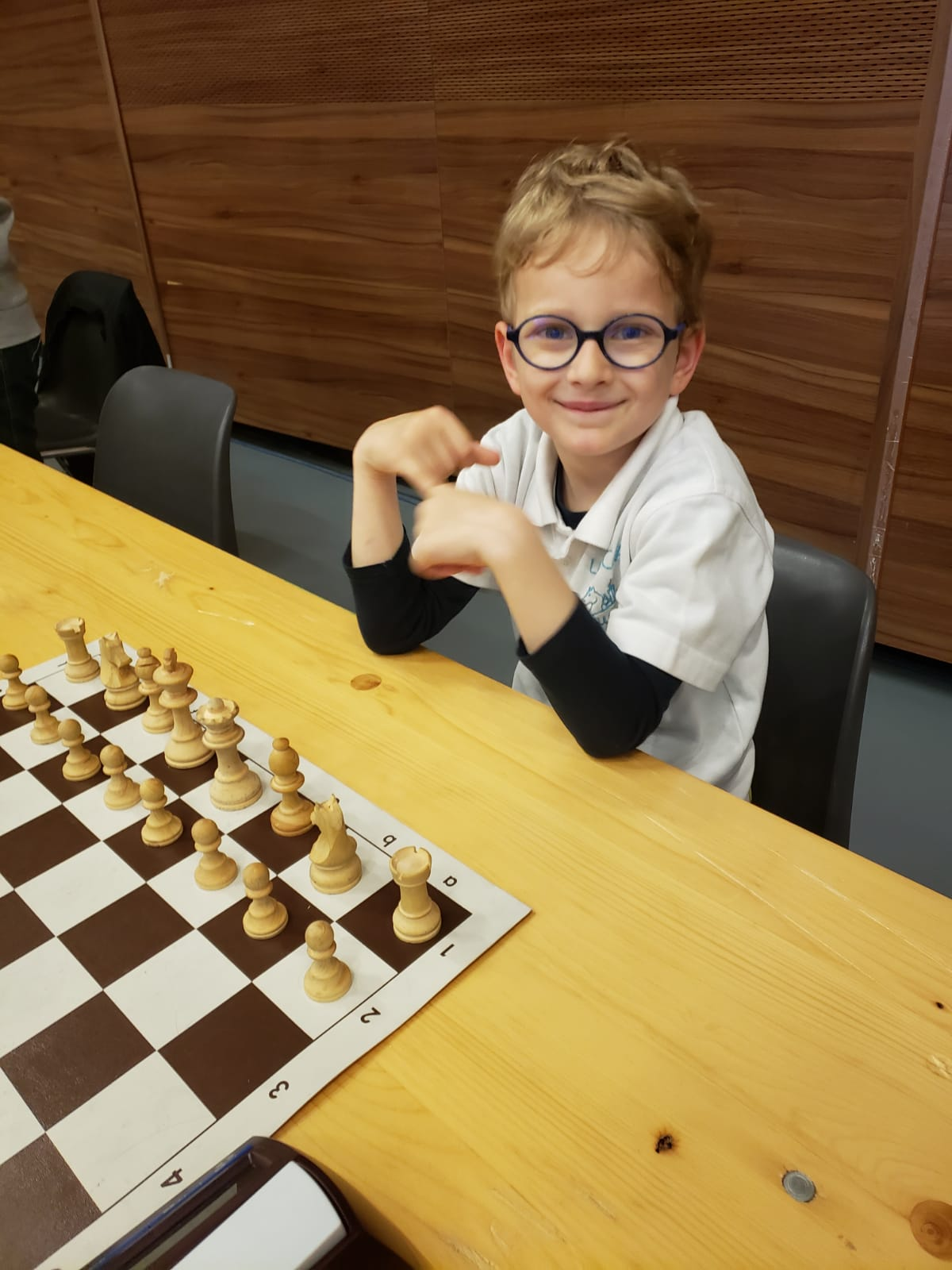
Luca Protopopescu

Luca Protopopescu (n. 2016) este un tânăr șahist francez. Vicecampion european de șah clasic la grupa de vârstă sub 8 ani în 2023, clasat pe primul loc mondial la puncte Elo⁠(d) sub 8 ani și apoi sub 9 ani, a devenit în aprilie 2025 cel mai tânăr jucător din istoria șahului care a depășit pragul de 2200 de puncte Elo la vârsta de 9 ani și 5 zile (după ce l-a învins pe fostul său antrenor, maestrul internațional Guillaume Philippe, la turneul de la Hyères din februarie 2025, și după ce a câștigat turneul B de la Cannes International Open), bătând astfel în mare măsură recordul anterior stabilit de englezul Ethan Pang în 2024 la vârsta de 9 ani și 103 zile.
El este membru al Federației Franceze de Șah la clubul Marseille-Echecs de la vârsta de 4 ani, la scurt timp după ce a învățat regulile jocului în martie 2020..
Din septembrie 2024, el este antrenat la clubul său de marele maestru internațional turc Mert Erdogdu.
La începutul lunii martie 2025 a creat o surpriză câștigând turneul B (rezervat jucătorilor sub 2200 Elo) de la Cannes International Open. De la sfârșitul lunii martie 2025, el a fost sponsorizat de antreprenorul turc Evren Üçok.